# XB-48 (航空機)
XB-48
XB-48
- 用途：爆撃機
- 分類：中型爆撃機
- 製造者：マーチン
- 運用者：アメリカ陸軍航空軍
- 初飛行：1947年6月22日
- 生産数：2機
- 運用状況：計画中止

XB-48(Martin XB-48)はアメリカ合衆国のマーチン社が開発した試作ジェット爆撃機である。

## 概要
XB-48は1940年代にアメリカ陸軍航空隊がジェット爆撃機を導入するために航空機メーカー各社に開発させた機体のひとつであり、アメリカ陸軍航空軍が1944年に提示した「重量80,000ポンドから200,000ポンドまでの範囲の中型爆撃機」に対するものとして開発されたものである。
この要求に対して開発されたものが、マーチン社のXB-48の他、ノースアメリカン社のNA-130、コンベア社のModel 109と合わせて「1945年組」と呼ばれる機体群であった。
この「1945年組」はいずれも直線翼の中間部にジェットエンジンを装備した、レシプロ時代の中型爆撃機をそのままジェット化したような機体であった。これらのうち、NA-130のみがB-45トーネードとして1947年に制式採用に至り、XB-48は制式採用に至らず試作機2機のみが製造された。
その後、後退翼を取り入れた革新的な設計の機体であるボーイング社のB-47爆撃機が1948年に配備開始されるとB-45も退役している。

## 開発
XB-48は1947年6月22日に初飛行している。開発作業そのものは比較的順調に進行したが、初期のターボジェットエンジンは効率が悪い上に推進力も弱かったために、レシプロ爆撃機のB-26とほぼ同じ大きさにもかかわらず、6基ものエンジンを必要としていた。さらに、後述のスリット構造により、他の2つのライバル機よりも速度や航続距離などの性能的には劣っており、「1945年組」を追い越す形で“本命”となったB-47と比べると最大速度が100km/hも遅いものであった。
B-45の採用とB-47の配備により、XB-48の開発計画は1948年に破棄された。

## 機体
XB-48は基本的には直線翼の中型双発レシプロエンジン爆撃機をジェット化した機体だが、最大の特徴として、ジェットエンジンを左右の主翼中ほどのゴンドラ様の構造に3基まとめて入れた形状をしていた。3基のエンジン間にはスリット状の空洞が設けられており、これは流入する空気の流れによって推進力を増やそうとする意図に基づいていた。この複雑な構造は風洞実験では高い効果を示したが、結果的には大きな空気抵抗となっただけでしかなかった。
降着装置は自転車式であり、胴体前部と後部に主脚を設置し、主翼中ほどに補助脚を設置している。

## 仕様
- 全長: 26.20 m
- 全幅: 33.00 m
- 最大離陸重量: 46,500kg
- エンジン: GE製 J-35 × 6
- 推力: 17.0 kN × 6
- 最大速度: 841 km/h
- 航続距離: 2,900km
- 操縦乗員: 3（操縦士2名・爆撃手1名）
- ペイロード（兵装搭載量）: 10,000kg
- 固定武装：12.7mm機銃2門（計画）